# 科学者
科学者（かがくしゃ、英語: scientist）とは、科学を専門とする人・学者のことである。特に自然科学を研究する人をこう呼ぶ傾向がある。

## 名称の歴史
もともと自然を対象とした知の探求は「自然哲学」（ラテン語: philosophia naturalis、英語: natural philosophy）と呼ばれ、それに携わる人々は1800年ごろでもnatural philosopher「自然哲学者」やsavan「知者」などと呼ばれていた。
だが、philosophyの名で呼ばれていた知識一般の中から、独自の性質を持つ知が生まれたと認知され、その知を呼ぶのにラテン語scientia、英scienceの名称が用いられるようになったことや、その知を探求する専門家集団が自らの存在を他の集団と区別して語り始めたことを反映して、1834年にウィリアム・ヒューウェルがscientiaから派生させる形でscientistという語を造語、scienceに携わる人々をscientist(サイエンティスト)と呼ぶことを提案した。それが定着し現在に至っている。

## 科学者の歴史
遡れば古代ギリシャや古代ローマ等においても自然に関する探求（=自然哲学philosophia naturalis）は行われていた。だが当時の哲学の最重要課題と言えば、人間の生き方や集団のあり方に関する倫理的な思索であり、自然哲学はあくまでその哲学体系のごく一部という位置づけであり、自然哲学だけが単独で行われるということは少なかった。したがって自然哲学に携わる哲学者はどうしても脇役的な存在となり、社会的に重視されることはほとんどなかった。
16-17世紀、ヨーロッパで科学革命と呼ばれる近代科学成立の動きがあったことや、自然哲学研究のための学会やアカデミーが成立し、そこに集った人々が様々な活動をしたことで、初めて自然哲学者には、他の哲学者とは何かしら異なった役割があることが理解されるようになった。だが、その科学革命の後でも自然哲学者たちは自然哲学そのもので収入を得ていたわけではなく、他に生計の基盤があった。例えば、元々広大な領地を持つ貴族の生まれであったり、大商人であったり、聖職者等としての生活基盤を持っていたりしており、つまり現在で言うところのアマチュア・サイエンティストであり、彼らにとって自然哲学は知的好奇心を満たす趣味としての性質を持っていた。
19世紀に入ると、自然哲学ないし科学の高度化とともに、大学等の教育機関に科学の教育のための講座・コースが設けられ正規の教育体系として扱われるようになり、そのコースで指導教官の下、体系的に科学を習得した若者が生み出されるようになった。また、研究所も設置されるようになり、彼らの働く場所が出現した。このようにして科学者は専門的職業の一つとして確立し、それを表すかのようにヒューウェルによりサイエンティストという名称の使用が提唱されたのである。
現代の科学者のほとんどは、18世紀までのアマチュア・サイエンティストのように独りで趣味的に自然を探求しているのではなく、大学あるいは何らかの研究機関と雇用契約を結び、給料を支払われ、研究設備の使用を許可され、研究費を割り当てられている。

## 近年の科学者の共同体と競争原理
現代の科学者は、大きな科学共同体の中で生かされているような面がある。各人は専門化された学会に所属したり、学術誌等を講読することで他の科学者の研究により明らかになった新しい科学的知識を得ることができる。また、科学者は学会や学術誌で研究成果を発表することで、他の科学者からの評価を受ける必要がある。
それらの場で研究成果により高い評価を得た者は、次第に優秀な科学者と認知されるようになり、それに伴い高い地位、潤沢な研究費、助手、社会からの賞賛などが結果として与えられることが多い。だがその逆に研究成果を示すことができない者は低い評価が与えられ、研究費が削られ、社会的にも次第に不本意な状況に置かれることが多い。
研究成果の評価の基準のひとつとして、研究成果に新しい科学的発見が含まれているかどうか、という点がある。これを別の角度から見れば、同じ内容の研究をし同程度に努力していても、何かを先に発見した者、つまりpriorityプライオリティ（先取権）を確保した者が高く評価され、遅れて発見したとされる者はたとえ独自に発見したとしても大抵の場合評価されないという原理が働いていることも意味する。例えばノーベル賞などでも先取権を持つ者に賞と賞金が授与される。このような原理を背景として、先取権を巡って科学者（のグループ）同士で激しい争いとなることがある。
この競争原理は、一方で科学知識の進歩を促進してきたという効果が認められている。他方、科学者に対しては他者に先駆けて研究成果を出さなければならないという心理的な圧力を感じさせることで、科学者による様々な不正行為や病理的行動を生み出す原因ともなっている。

## 科学者による不正行為
上記の構図の中で心理的に追い詰められた科学者の一部が起こす一連の病理的な行動はpublish or perish syndrome「発表するか死か 症候群」などと呼ばれることがある。
科学者が道徳的かどうか、または不道徳で不正行為を行う可能性があるかどうかについての研究があった。この研究は、厳密なジャーナルであるPLOS ONEで発表された。結論としては、科学者は本質的に不道徳ではないが、不道徳な行動を取る可能性があるだけである。
科学者の一部には、功を焦るあまりに不正行為を行う者がいる。不正行為の内容としては、実験データの改ざん・捏造、アイディアの盗用、論文の盗用、試料の窃盗、実験データ記録媒体の窃盗などがある。このような不正行為は、内容によっては科学界を揺るがす事件となったり、さらにはマスコミを通じて広く一般の人々にも知られることもある。
また論文の成立に何ら直接貢献していない者が、ただ研究室の責任者の立場にいるというだけで論文の共同執筆者として名を連ねるという不正行為がある。このように立場の強い者が陰に陽に政治的影響力を行使して名を連ねさせる場合もあれば、逆に論文執筆者側が、誰かから何らかの利益が供与されることを期待して共同執筆者として名を表示する機会を提供している場合もある。また同一グループ内の複数の科学者が共犯的に相互の論文の共同執筆者として名を連ね、互いの業績数を水増しするようなことも行われることがある。これらの共同執筆者に関わる不正行為は科学者の間ではその不正な性質を隠蔽する形でhonorary authorship「名誉のオーサーシップ」やgift authorship「ギフトオーサーシップ」などと呼ばれることがある、が名称は何であれ不正行為には変わりないというのが公的機関の公式見解である。
また、科学者が既得権益者となってしまった場合、新しい研究成果に照らして考えを変えることは特に困難である。これは別に法的な不正行為ではないが、結果として学界に不利になる。科学革命によれば、科学活動全般が進歩する中で、研究手法や科学全体の大前提が変わるというパラダイムシフトがしばしば起こる。そして、この大前提の変化は、たいてい若者や他分野の専門家によってもたらされる。このため、若手や他分野の専門家は特に有用であるはずだ。
例えば各省庁や関連の公的機関に対して提出する研究費申請書類に上記のような不正を利用し、それにより支給された研究費を使った場合などは、もはや科学という学問内部の規範の問題では済まず、公文書偽造および公金横領という重大な違法行為、明らかな犯罪行為であるので、そのようなことを行った者は逮捕・処罰される可能性がある。
最近の科学者による不正行為の例として、「ファン・ウソク」や「ヘンドリック・シェーン」、「小保方晴子」の項が参照可。

## 科学者と行為責任
現代では科学と技術が軍事、外交、政治、経済、社会、個人生活にまで及ぼす影響が大きく、そして深刻になっている。例えば核兵器の開発により、第二次世界大戦中に数十万人が命を落としただけでなく(原爆の項参照)、その後の冷戦時代に一歩誤れば人類が滅亡しかねない状況も起きた。そのため、科学者の個人としての活動であれ、集団としての活動であれ、その活動の行為責任・社会的責任を問う声が、科学者自身からも科学者以外の人々からも発せられ、広く議論となった。このような議論を踏まえ、1980年に日本の科学者達は「科学者憲章」を発表した。
この憲章の後も、科学者の社会的責任・行為責任への人々の関心は高く、科学者の活動のあり方は今後も問われ続けることであろう。

## 科学者とエンジニア
科学者が基礎的な研究を行う傾向があるのに対して、エンジニアのほうが概して時間的に限定された中で具体的な成果を出す活動を行っている傾向があると、大まかに区別することは可能だが、科学者とされる人が極めてエンジニア的な活動を行っていることもあるし、逆にエンジニアとされる人が高度に科学的な発見を学会等で公表することもあり、常に境界がはっきりとあるわけではない。
現代において、科学が人々から賞賛されているのは、必ずしも科学者と呼ばれる人々の活動が評価されているからではなく、エンジニア達が行っている活動、すなわち人々の具体的な要望や組織の要求事項を理解しようとする努力を惜しまず、その要望に応えて成果を制限時間内に着実に出す活動が、個人生活や企業活動の中で大いに評価・賞賛されていて、その波及効果で科学者全体の評価も高められているという側面があることも見逃してはならないだろう。
「エンジニア」の項も参照のこと。

## 科学者と創造的思考
意外なことに、記憶力の良い科学者は、自分の記憶力を過信して、新しい研究成果を無視する傾向がある。短期記憶が苦手な人は、一見無関係な現象につながりを発見する傾向がある。新しいことを学ぶのが遅い人は、新しいことを学ぶのが早い人よりも、その学習過程から思いがけない発見をしやすい。創造性については、多くの研究がなされている。創造性は、新しい分野に挑戦したり変化を求めたりする際に、無能感に怯まないことと関連している。したがって、社会的な協調性の欠如や非集団性の傾向は、新しい経験に対する開放性と同様に、高い創造性と関連している。信じられないことに、内向的で内気な人々も比較的創造的である。

## 著名な科学者
Category:科学者を参照のこと。特筆に値する科学者が当百科事典の記事となっている。

## 科学者と信仰
1914年に心理学者ジェームズ・リューバが、米国のおよそ1000人の科学者に対して信仰についてのアンケート調査を行ったところ、42%の科学者が神を信じていると回答し、42%の科学者が信じていないと回答した、との結果が出た。
リューバの調査からおよそ80年後の1996年に、科学史研究者のEdward Larsonが、同調査と同数の科学者に対して、まったく同じ質問内容で調査をおこなったところ、40%の科学者が神を信じていると回答し、45%の科学者が信じていないと回答した。
2009年にピュー・リサーチセンターが、全米科学振興協会（AAAS)のメンバーの科学者に対して（今度は上記とは少し異なった 次のような質問文を用いて）調査を行ったところ、「(I) believe in God 神を信じる」とした人が33%、「(I)don't believe in God, but do believe in a universal spirit or higher power 神は信じないが、ユニバーサルなスピリットあるいは超越的な力を信じている」とした人が18%、「(I)don't believe in either どちらも信じない」とした人が41%、「(I)don't know / Refused “私には分からない”もしくは回答せず」が7%であった。この調査結果からすると、調査対象になった科学者のちょうど半数ほど（51%）が、神あるいは何らかの超越的な力を信じている、と回答したことになる。（参考までに比較対象として、2006年に同リサーチセンターがアメリカ合衆国人全般を対象として調査を行った結果は、95%が何らかの神や超越的な力を信じている、と回答したのであった。また、41%の科学者が「神を信じない」と回答したわけだが、それと比較するとアメリカ人全般ではわずか4%がそう回答しただけであった。）
一方、『利己的な遺伝子』での進化生物学者リチャード・ドーキンスによると、破壊的で危険な「ミーム」の典型例は宗教であり、
という。ドーキンスは、文化的自己複製子「ミーム」の理論に関して
とも述べている。『利己的な遺伝子』の邦訳者の一員である進化生態学者・岸由二は、40周年記念版（2018年刊行）の後書きでこの本を「名著」と呼び、次のように評価している。
計算機科学者（コンピュータ科学者）・数理論理学者・哲学博士（Ph.D. in Philosophy）であるトルケル・フランセーンは、哲学者たちによる数学的な言及の多くが
と批判している。フランセーンによると、“不完全性定理は数学や理論の「不完全性」を証明した”といった誤解や、“数学には「不完全」な部分があると証明済みであり、数学以外の分野に「不完全」な部分があってもおかしくない”といった誤解が一般社会・哲学・宗教・神学等によって広まり、誤用されている。
なお、うつ病の有無を血液（血中PEA濃度）で計測する検査法を開発し、臨床現場でも用いている心療内科医の川村則行は
- 「“心”という目に見えないもので語るより、体の病気と同じように物質で解き明かしたほうが理解しやすい」。
- 「精神疾患は“物質の病気”であり、“体の病気”である」。

等と述べている。

## その他
尚、物理学者のカール・セーガンは、著書の中で「一般的に科学者とは権威ある地位とみられがちであるが、単なる専門職であり、科学において権威というものは意味を成さず、かえって邪魔（ハロー効果）になる」と述べた。

## 関連文献
- 村上陽一郎『科学者とは何か』新潮社1994年 ISBN 4106004674。